# Hermes (Oise)
Hermes ist eine französische Gemeinde mit 2.510 Einwohnern (Stand: 1. Januar 2022) im Département Oise in der Region Hauts-de-France. Sie gehört zum Arrondissement Beauvais und zum Kanton Mouy.

## Geographie
Die Gemeinde Hermes liegt am Nordwestrand des Vexin français am Fluss Thérain, in den hier von links der Bach La Trye und von rechts der Ruisseau de Parisis münden, 13 Kilometer südöstlich von Beauvais. Zu Hermes gehören die Ortsteile Marguerie, Méhécourt, Carville, Caillouel und Friancourt. Durch Hermes führt die Bahnstrecke von Beauvais nach Creil; mit dem unmittelbar benachbarten Berthecourt teilt sich Hermes den Bahnhof. Die Entfernung nach Mouy beträgt rund acht Kilometer, die nach Noailles rund sechs Kilometer. Im Norden des Gemeindegebiets liegen die Überreste der ehemaligen Zisterzienserabtei Froidmont (der gleichnamige Ort in der Nachbargemeinde Bailleul-sur-Thérain). Im Norden liegt die Forêt domaniale de Hez-Froidmont teilweise auf dem Gebiet der Gemeinde.

## Toponymie und Geschichte
Der Ortsname wird auf die lateinische Bezeichnung Mons Hermarum zurückgeführt. Hermes findet sich in der Carte de Cassini.
Der Ort war schon in der Jungsteinzeit besiedelt. In geschichtlicher Zeit lag er im Land der Bellovaker, eines belgischen Volksstamms. In gallo-römischer Zeit stand hier der Vicus Ratumagus. Bei Ausgrabungen im 19. Jahrhundert wurde eine merowingische Nekropole entdeckt. Im Mittelalter stand das Gemeindegebiet unter der Herrschaft des Klosters Froidmont. 1187 wurde unter dem Schutz der Grafen von Clermont eine Festung errichtet, die der Bischof von Beauvais Philipp von Dreux bald darauf zerstören ließ. Nach ihrem Wiederaufbau diente sie im Hundertjährigen Krieg und in der Jacquerie bis zur endgültigen Zerstörung 1431 als Unterschlupf von Straßenräubern. Die Herrschaft des Klosters Froidmont endete mit der Französischen Revolution. Von 1880 bis 1949 verband eine meterspurige Sekundärbahn Hermes mit Beaumont-sur-Oise.

## Einwohner
| Jahr                       | 1962 | 1968 | 1975 | 1982 | 1990 | 1999 | 2006 | 2014 | 2021 |
| -------------------------- | ---- | ---- | ---- | ---- | ---- | ---- | ---- | ---- | ---- |
| Einwohner                  | 1635 | 1588 | 1802 | 1828 | 1964 | 2331 | 2391 | 2463 | 2499 |
| Quellen: Cassini und INSEE |      |      |      |      |      |      |      |      |      |

## Sehenswürdigkeiten
- Reste des Klosters Froidmont
- im 19. Jahrhundert restaurierte Kirche Saint-Vincent mit sechsjochigem Langhaus und Seitenschiff auf der Nordseite, Nebenkapelle im Süden sowie dreijochigem Chor mit schiefergedecktem Dachreiter im Westen aus dem Jahr 1927, der den 1919 eingestürzten romanischen Turm ersetzt, 1927 als Monument historique eingetragen[1][2]
- Kapelle Notre-Dame de Bon-Secours
- 1884 errichtete Mairie
- mehrere lavoirs (ehemalige öffentliche Waschhäuser)

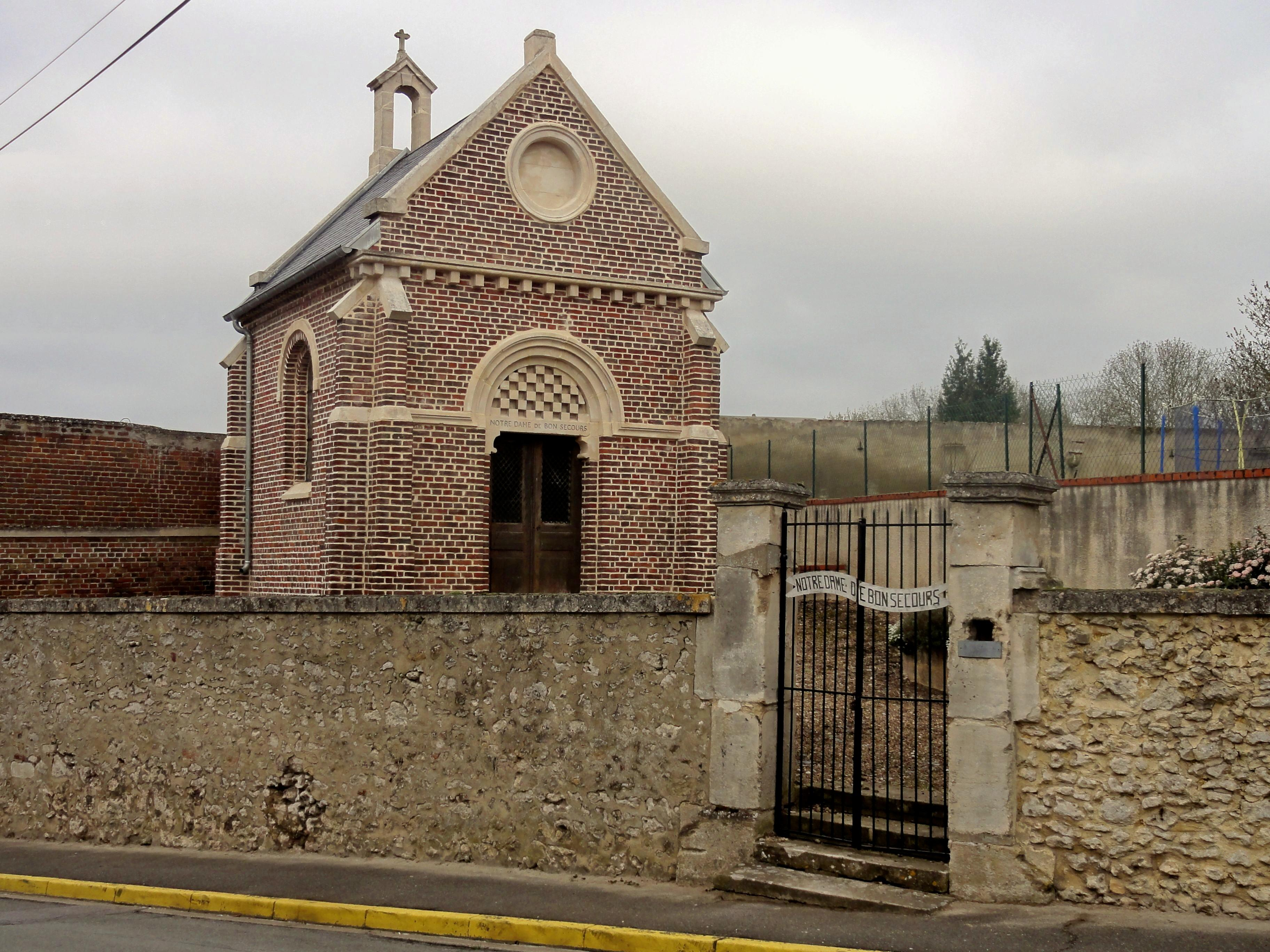
Kapelle Notre-Dame de Bon-Secours
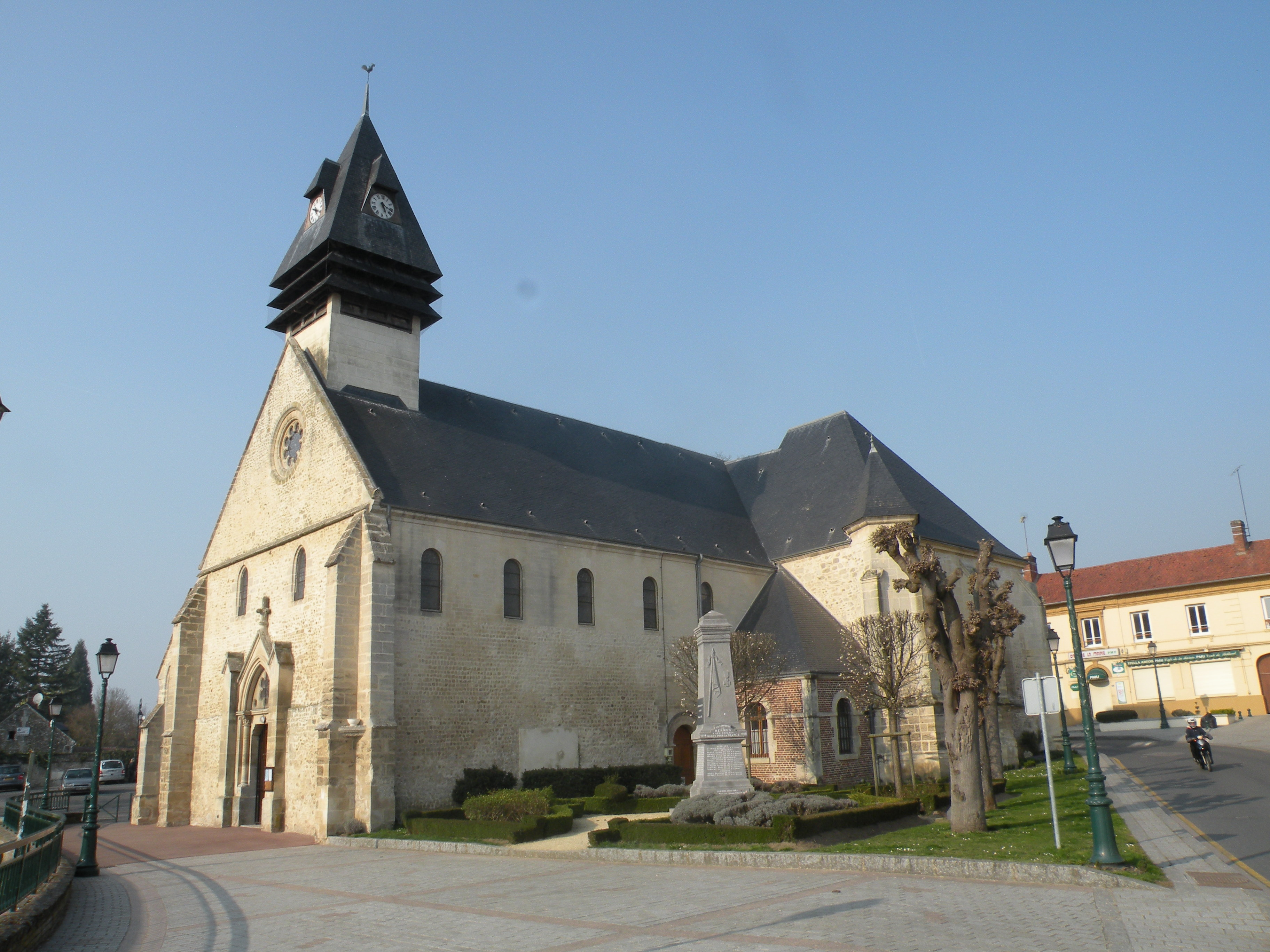
Kirche Saint-Vincent
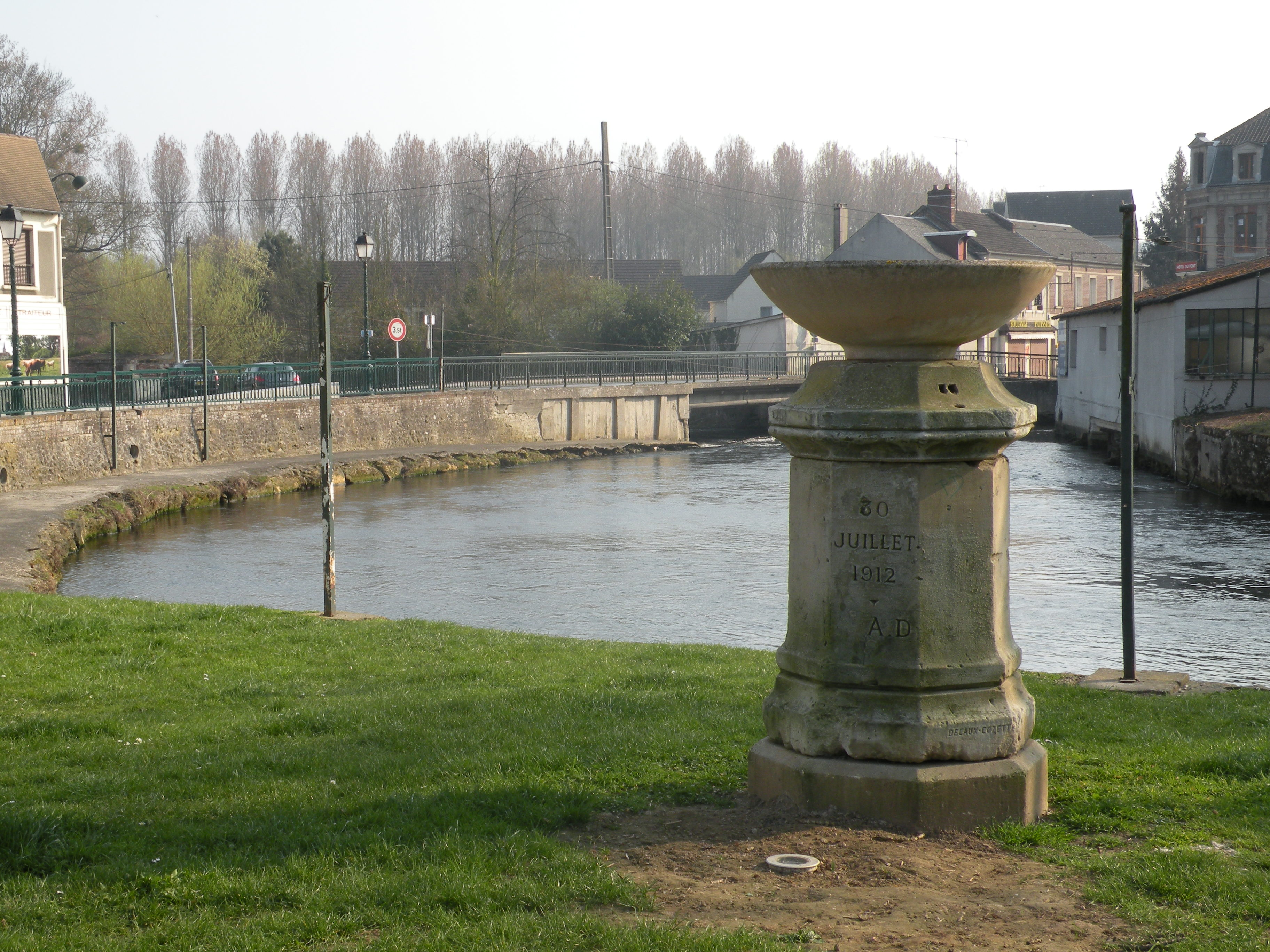
Der Thérain in Hermes
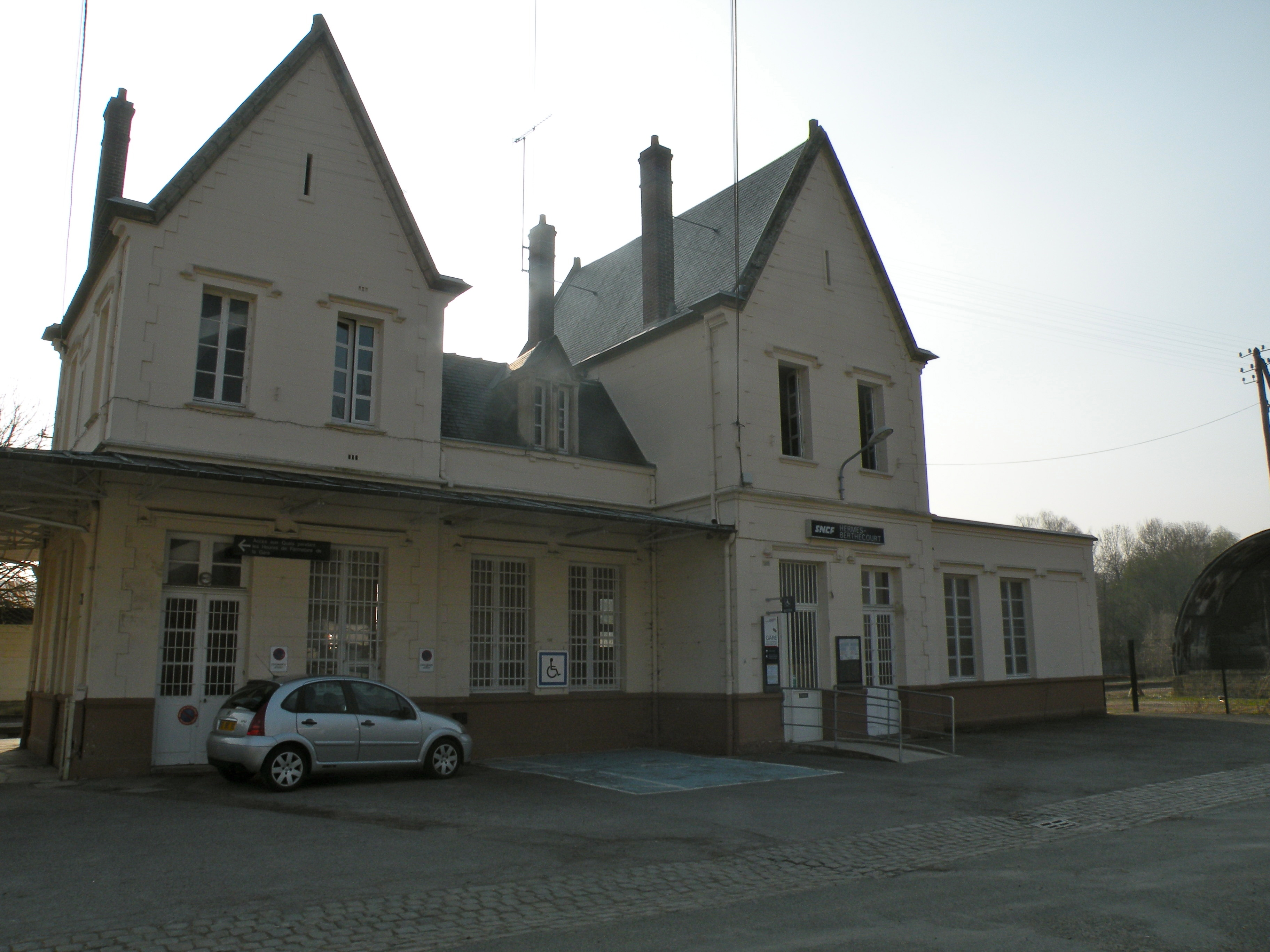
Bahnhof Hermes-Berthecourt
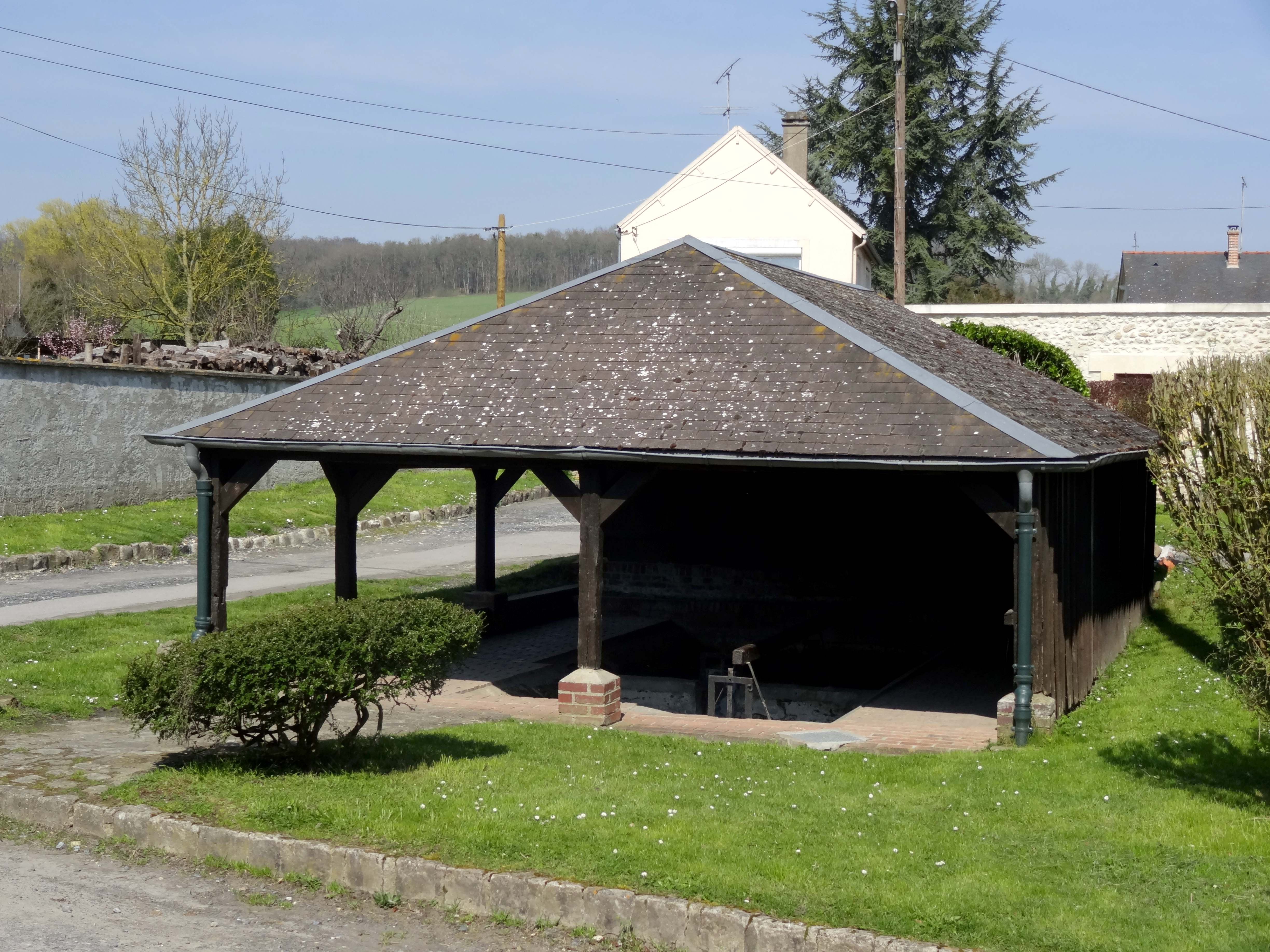
Ehemaliges Waschhaus im Ortsteil Caillouël
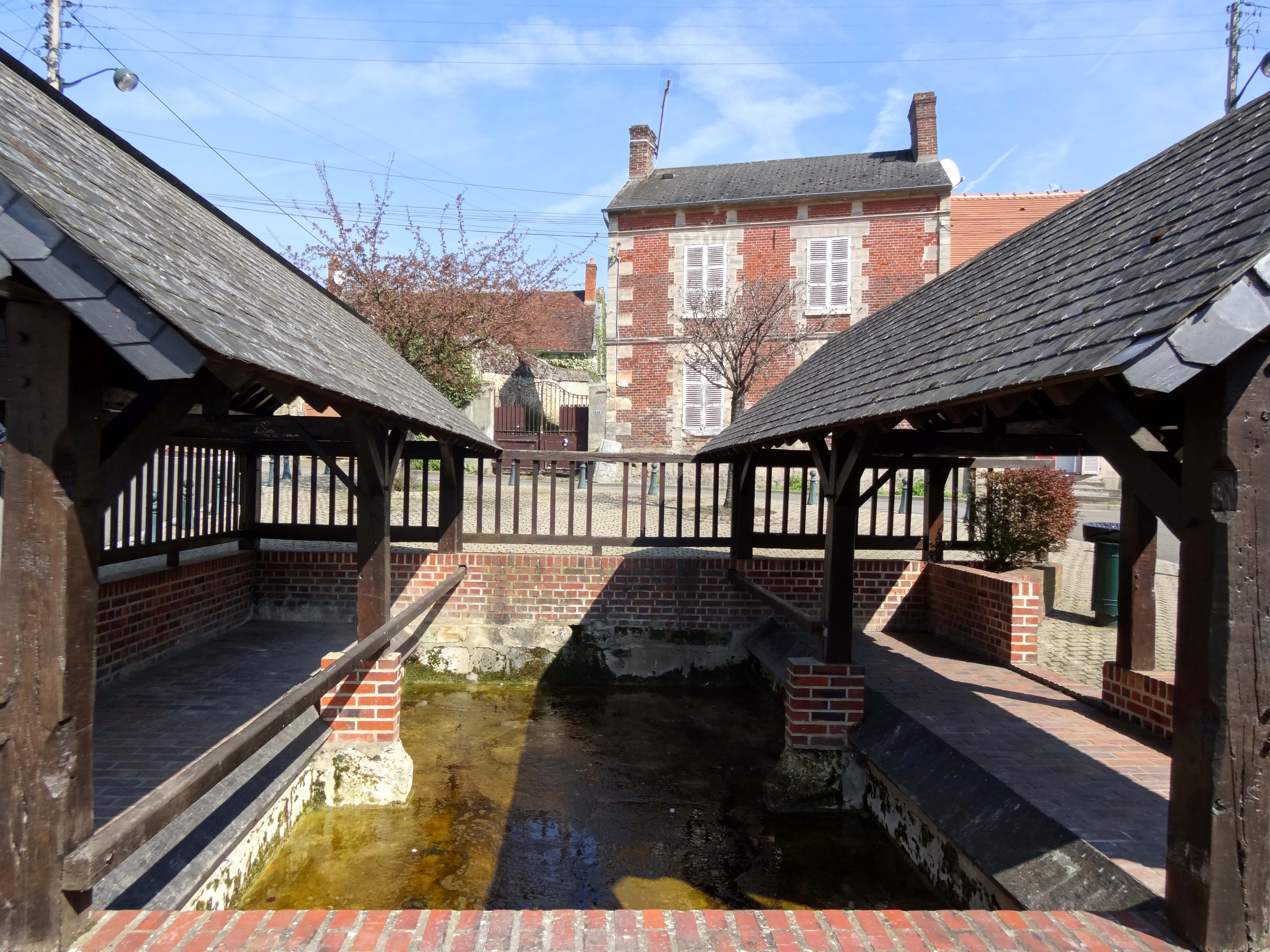
Ehemaliges Waschhaus im Ortsteil Méhécourt
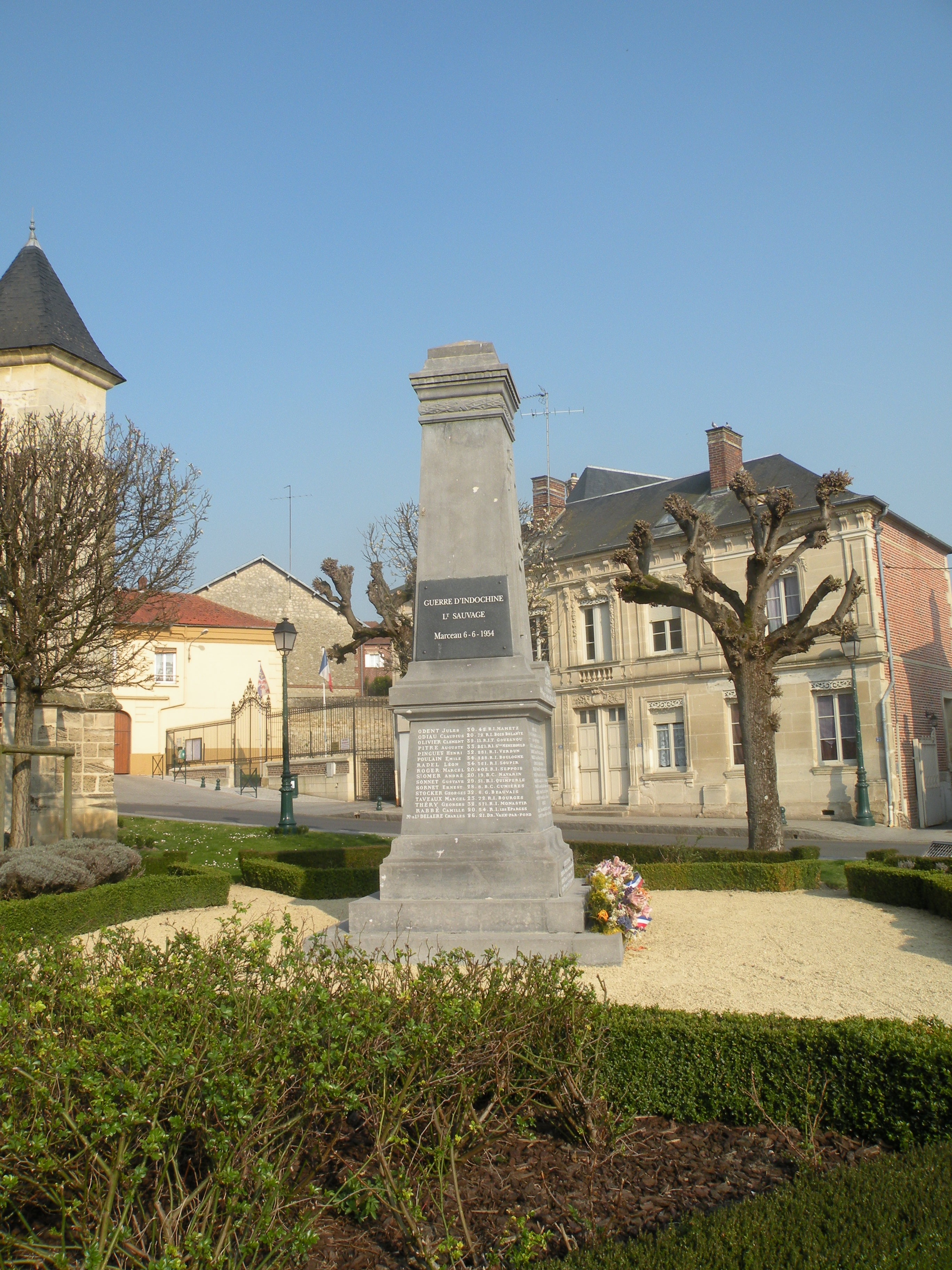
Gefallenendenkmal

## Persönlichkeiten
- Der Trouvère Hélinand de Froidmont (um 1160–um 1230)